# 40th Anniversary of the Rocket Man
40th Anniversary of the Rocket Man fu un tour del musicista britannico Elton John che si tenne in Oceania, Asia, Nord America, Sud America ed Europa per celebrare il 40º anniversario del suo primo singolo di successo Rocket Man.

## Il tour
Rocket Man fu pubblicata nell'aprile del 1972. Per il quarantennale della sua uscita, Elton John decise di intraprendere un tour in tutto il mondo includendovi alcune località dell'Australia in cui non era mai stato prima.
John aggiunse un secondo concerto alla Perth Arena il 10 novembre, inaugurando l'arena che era stata appena costruita. Inizialmente George Michael avrebbe dovuto esibirsi, ma si ritirò e John prese il suo posto.
Sia il tour del 2012 Greatest Hits Live che le tappe del 2012 del tour 40th Anniversary of the Rocket Man permisero a Elton John di entrare nella classifica di Billboard "Migliori 25 tour del 2012" al n°19 con 36 spettacoli, 28 dei quali furono sold-out. John si esibì di fronte a 240.381 persone, incassando $32.920.986 (£20.946.700). In Brasile, suonò di fronte a 52.492 persone e per un incasso di $6.332.640.

## Artisti spalla
- 2Cellos (12 novembre - 4 dicembre 2012)[12]
- Schmidt (14-18 novembre 2012, Melbourne)
- Pnau (16 novembre 2012, Sydney)[13]

## Scaletta
Questa scaletta è tratta dal suo primo show a Perth. Non rappresenta tutte le date del tour.
1. "The Bitch Is Back"
2. "Bennie and the Jets"
3. "Grey Seal"
4. "Levon"
5. "Tiny Dancer"
6. "Believe"
7. "Mona Lisas and Mad Hatters"
8. "Philadelphia Freedom"
9. "Candle in the Wind"
10. "Goodbye Yellow Brick Road"
11. "Rocket Man"
12. "Hey Ahab"
13. "I Guess That's Why They Call It the Blues"
14. "Funeral for a Friend/Love Lies Bleeding"
15. "Honky Cat"
16. "Sad Songs"
17. "Sacrifice"
18. "Daniel"
19. "Don't Let the Sun Go Down on Me"
20. "Are You Ready for Love"
21. "I'm Still Standing"
22. "Crocodile Rock"
23. "Saturday Night's Alright for Fighting"
24. "Your Song"
25. "Circle of Life"

## Date del tour
| Data                | Città            | Paese                 | Luogo                                      |
| ------------------- | ---------------- | --------------------- | ------------------------------------------ |
| Oceania             |                  |                       |                                            |
| 10 novembre 2012    | Perth            | Australia             | Perth Arena                                |
| 12 novembre 2012    | Perth            | Australia             | Perth Arena                                |
| 14 novembre 2012    | Canberra         | Australia             | Canberra Stadium                           |
| 15 novembre 2012    | Sydney           | Australia             | Sydney Entertainment Centre                |
| 16 novembre 2012    | Sydney           | Australia             | Sydney Entertainment Centre                |
| 18 novembre 2012    | Melbourne        | Australia             | Rod Laver Arena                            |
| 20 novembre 2012    | Launceston       | Australia             | Launceston Silverdome                      |
| Asia                |                  |                       |                                            |
| 23 novembre 2012    | Shanghai         | Cina                  | Mercedes-Benz Arena                        |
| 25 novembre 2012    | Pechino          | Cina                  | MasterCard Center                          |
| 27 novembre 2012    | Seul             | Corea del Sud         | Olympic Gymnastics Arena                   |
| 29 novembre 2012    | Kuala Lumpur     | Malaysia              | Genting Arena of Stars                     |
| 1 dicembre 2012     | Cotai            | Macao                 | CotaiArena                                 |
| 4 dicembre 2012     | Wan Chai         | Hong Kong             | Hong Kong Convention and Exhibition Centre |
| 6 dicembre 2012     | Guangzhou        | Cina                  | Guangzhou International Sports Arena       |
| 8 dicembre 2012     | Quezon City      | Filippine             | Smart Araneta Coliseum                     |
| 10 dicembre 2012    | Taipei           | Taiwan                | Nangang Exhibition Hall                    |
| 13 dicembre 2012    | Bangkok          | Thailandia            | IMPACT Arena                               |
| 15 dicembre 2012    | Kallang          | Singapore             | Singapore Indoor Stadium                   |
| Sud America         |                  |                       |                                            |
| 26 febbraio 2013    | Fortaleza        | Brasile               | Estádio Governador Plácido Castelo         |
| 27 febbraio 2013    | São Paulo        | Brasile               | Jockey Club de São Paulo                   |
| 28 febbraio 2013[A] | Viña del Mar     | Cile                  | Quinta Vergara Amphitheater                |
| 2 marzo 2013        | Buenos Aires     | Argentina             | Estadio José Amalfitani                    |
| 4 marzo 2013        | Montevideo       | Uruguay               | Estadio Gran Parque Central                |
| 5 marzo 2013        | Porto Alegre     | Brasile               | Estádio do São José                        |
| 6 marzo 2013        | Asunción         | Paraguay              | Yacht y Golf Club Paraguayo                |
| 8 marzo 2013        | Brasília         | Brasile               | Centro de Convenções Internacional         |
| 9 marzo 2013        | Belo Horizonte   | Brasile               | Mineirão Stadium                           |
| 10 marzo 2013       | Recife           | Brasile               | Chevrolet Hall                             |
| Nord America        |                  |                       |                                            |
| 16 marzo 2013       | Memphis          | Stati Uniti d'America | FedExForum                                 |
| 20 marzo 2013       | Macon            | Stati Uniti d'America | Macon Centreplex                           |
| 22 marzo 2013       | Montgomery       | Stati Uniti d'America | Garrett Coliseum                           |
| 23 marzo 2013       | Chattanooga      | Stati Uniti d'America | McKenzie Arena                             |
| 28 marzo 2013       | Houston          | Stati Uniti d'America | Toyota Center                              |
| 29 marzo 2013       | Baton Rouge      | Stati Uniti d'America | Baton Rouge River Center                   |
| 30 marzo 2013       | Biloxi           | Stati Uniti d'America | Mississippi Coast Coliseum                 |
| 3 aprile 2013       | Dayton           | Stati Uniti d'America | Nutter Center                              |
| 5 aprile 2013       | Nashville        | Stati Uniti d'America | Bridgestone Arena                          |
| 6 aprile 2013       | Winston-Salem    | Stati Uniti d'America | Lawrence Joel Veterans Memorial Coliseum   |
| Europa              |                  |                       |                                            |
| 17 giugno 2013      | Murten           | Svizzera              | Pantschau Murtensee                        |
| 18 giugno 2013      | Vienna           | Austria               | Wiener Stadthalle                          |
| 19 giugno 2013      | Salisburgo       | Austria               | Salzburgarena                              |
| 21 giugno 2013      | Caen             | Francia               | Zénith de Caen                             |
| 22 giugno 2013      | Skive Fjord      | Danimarca             | Rosenlund Parken                           |
| 23 giugno 2013      | Cork             | Irlanda               | The Docklands                              |
| 29 giugno 2013      | Tallinn          | Estonia               | Tallinn Song Festival Grounds              |
| 3 luglio 2013       | St. Malô du Bois | Francia               | Poupet Open Air Theatre                    |
| 4 settembre 2013    | Leeds            | Inghilterra           | Leeds Arena                                |
| 5 settembre 2013    | Berlino          | Germania              | Waldbühne                                  |
| 7 settembre 2013    | Magdeburgo       | Germania              | Domplatz                                   |
| 8 settembre 2013    | Isola di Wight   | Inghilterra           | Robin Hill Country Park                    |
| 12 settembre 2013   | Londra           | Inghilterra           | The Roundhouse                             |

Spettacoli cancellati o riprogrammati
| 18 novembre 2011 | Bogor        | Sentul International Convention Center     | Trasferito allo stadio internazionale Mata Elang, mai riprogrammato. |
| 18 novembre 2012 | Mackay       | Virgin Australia Stadium                   | Annullato. Sostituito con il concerto di Melbourne.                  |
| 29 novembre 2012 | Busan        | Busan Exhibition and Convention Center     | Annullato. Sostituito dal concerto di Kuala Lumpur.                  |
| 12 marzo 2013    | Quito        | Luogo non confermato                       | Annullato.                                                           |
| 15 marzo 2013    | Birmingham   | BJCC Arena                                 | Annullato.                                                           |
| 15 giugno 2013   | Murten       | Stars of Sounds Open Air Festival          | Rinviato al 17 giugno 2013 a causa di malattia del gruppo.           |
| 5 luglio 2013    | Halle        | Gerry Weber Stadion                        | Rinviato al 6 luglio 2014.                                           |
| 6 luglio 2013    | Mainz        | Nordmole Zollhafen                         | Rinviato al 19 luglio 2014.                                          |
| 7 luglio 2013    | Heilbronn    | Frankenstadion Heilbronn                   | Annullato.                                                           |
| 9 luglio 2013    | Barolo       | Piazza Colbert                             | Annullato.                                                           |
| 11 luglio 2013   | Dresda       | Theaterplatz vor der Semperoper            | Rinviato all'11 luglio 2014.                                         |
| 12 luglio 2013   | Londra       | Barclaycard's British Summer Time Festival | Annullato.                                                           |
| 13 luglio 2013   | Ekaterinburg | Yekaterinburg Sports Palace                | Annullato.                                                           |
| 14 luglio 2013   | Krasnodar    | Krasnodar Basket-Hall                      | Annullato.                                                           |
| 17 luglio 2013   | Lörrach      | Stimmen-Festival                           | Rinviato al 23 luglio 2014.                                          |
| 19 luglio 2013   | Carhaix      | Vieilles Charrues Festival                 | Annullato.                                                           |
| 20 luglio 2013   | Calella      | Festival Jardins de Cap Roig               | Annullato.                                                           |
| 21 luglio 2013   | Regensburg   | Schloss St. Emmeram                        | Annullato.                                                           |
| 23 luglio 2013   | Carcassonne  | Festival de Carcassonne                    | Annullato.                                                           |
| 24 luglio 2013   | Monte Carlo  | Sporting Monte-Carlo                       | Annullato.                                                           |

### Incassi
| Luogo                     | Città          | Biglietti venduti / disponibili | Reddito lordo |
| ------------------------- | -------------- | ------------------------------- | ------------- |
| Perth Arena               | Perth          | 21.782 / 21.782 (100%)          | $ 3.919.890   |
| Stadio Canberra           | Canberra       | 10.430 / 11.320 (92%)           | $ 1,718,940   |
| Centro di intrattenimento | Sydney         | 18.056 / 18.056 (100%)          | $ 3,059,390   |
| Rod Laver Arena           | Melbourne      | 9.231 / 11.412 (81%)            | $ 1,584,640   |
| Silverdome                | Launceston     | 5.142 / 5.981 (86%)             | $ 940,104     |
| Jockey Club               | San Paolo      | 10.195 / 12.000 (85%)           | $ 2,662,790   |
| Estadio Zequinha          | Porto Alegre   | 11.294 / 13.500 (84%)           | $ 1,712,440   |
| Centro de Convencoes      | Brasília       | 5.862 / 6.900 (85%)             | $ 1,104,140   |
| Estadio do Mineirao       | Belo Horizonte | 32.176 / 32.176 (100%)          | $ 2.405.660   |
| Chevrolet Hall            | Recife         | 3.160 / 4.600 (69%)             | $ 1,110,400   |
| Arena di Bridgestone      | Nashville      | 14.896 / 14.896 (100%)          | $ 1,177,534   |
| Totale                    | Totale         | 142.224 / 152.623 (93%)         | $ 21.395.928  |

## Gruppo
- Elton John - piano, voce
- Davey Johnstone - chitarra, banjo, cori
- Matt Bissonette - basso, voce di accompagnamento
- Kim Bullard - tastiere
- John Mahon - percussioni, voce di accompagnamento
- Nigel Olsson - batteria, voce di accompagnamento
- Lisa Stone - voce di accompagnamento
- Rose Stone - voce di accompagnamento
- Tata Vega - voce di accompagnamento
- Jean Witherspoon - voce di accompagnamento

Fonti:

## Controversie
John ha suscitato critiche incredibilmente dure durante il suo concerto a Pechino, quando ha dedicato lo spettacolo all'artista dissidente Ai Weiwei. Un giornale statale ha accusato il cantante britannico di essere stato "irrispettoso" e ha affermato che le sue azioni sarebbero potute sfociare in un divieto anche ad altri artisti occidentali che normalmente fanno spettacoli in Cina. Alla fine dello spettacolo, John ha sbalordito il suo pubblico quando ha detto che stava dedicando lo spettacolo a Weiwei. Il The People's Daily, un giornale diretto dai partiti comunisti del Paese, ha dichiarato in un editoriale: "L'azione inaspettata di John è stata irrispettosa verso il pubblico e verso il contratto che ha firmato con i cinesi, ha aggiunto con forza contenuti politici al concerto, che non avrebbe dovuto essere altro che uno spettacolo divertente. L'azione di John farà inoltre esitare ulteriormente le agenzie competenti in futuro quando inviteranno altri artisti stranieri. John stesso è una figura veterana dell'intrattenimento, ma ha sollevato difficoltà per i futuri scambi artistici tra la Cina e altri Paesi."
Fu rivelato successivamente che, a seguito dei commenti di John al suo concerto a Pechino, le autorità cinesi stavano prendendo in considerazione l'idea di inasprire le regole dei concerti in modo che solo artisti con titoli universitari potessero esibirsi nel Paese. Ciò escluderebbe qualsiasi ritorno in Cina da parte di John. È stato anche interrogato dalle autorità cinesi dopo il concerto in merito alle sue osservazioni.
Degli attivisti conservatori richiesero la cancellazione del concerto di Elton John a Kuala Lumpur in Malaysia. John suonò comunque alla Genting Arena of Stars, ma dovette affrontare diverse opposizioni da parte di attivisti musulmani visto che era un artista gay dichiarato che si stava esibendo nel loro Paese, nel quale attività omosessuali sono illegali. John ricevette simili proteste quando si esibì per la prima volta nel Paese nella stessa arena solamente l'anno prima.